# جاده ای۴ (انگلستان)
جاده ای۴ (انگلیسی: A4 road) یکی از جاده‌های کشور انگلستان است.
این جاده که از سیتی لندن شروع می‌شود در آوونموث در نزدیکی بریستول به پایان می‌رسد، طول این جاده ۲۰۳٫۸۱ کیلومتر است.

## نگارخانه

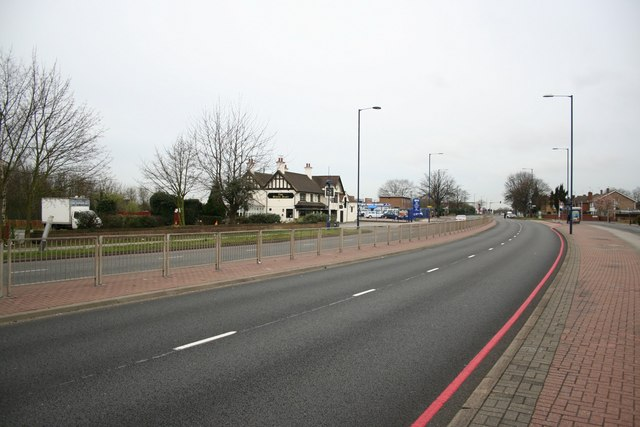
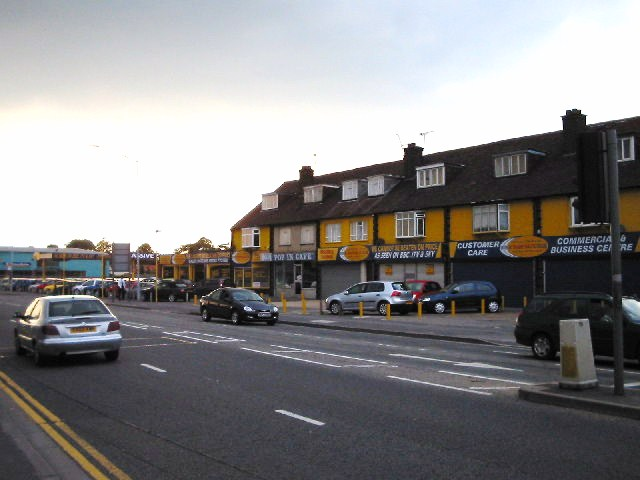
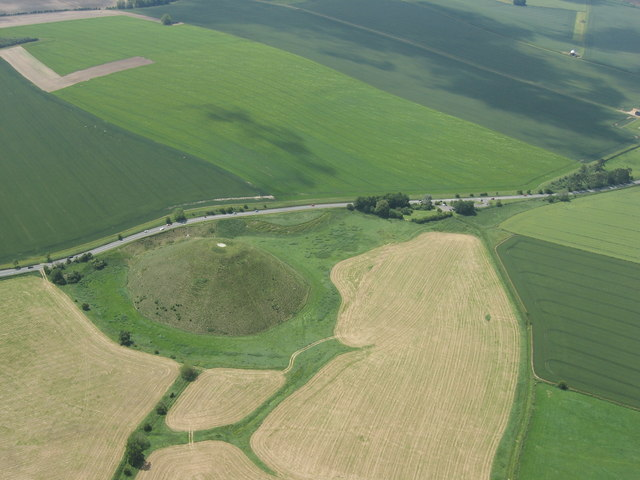
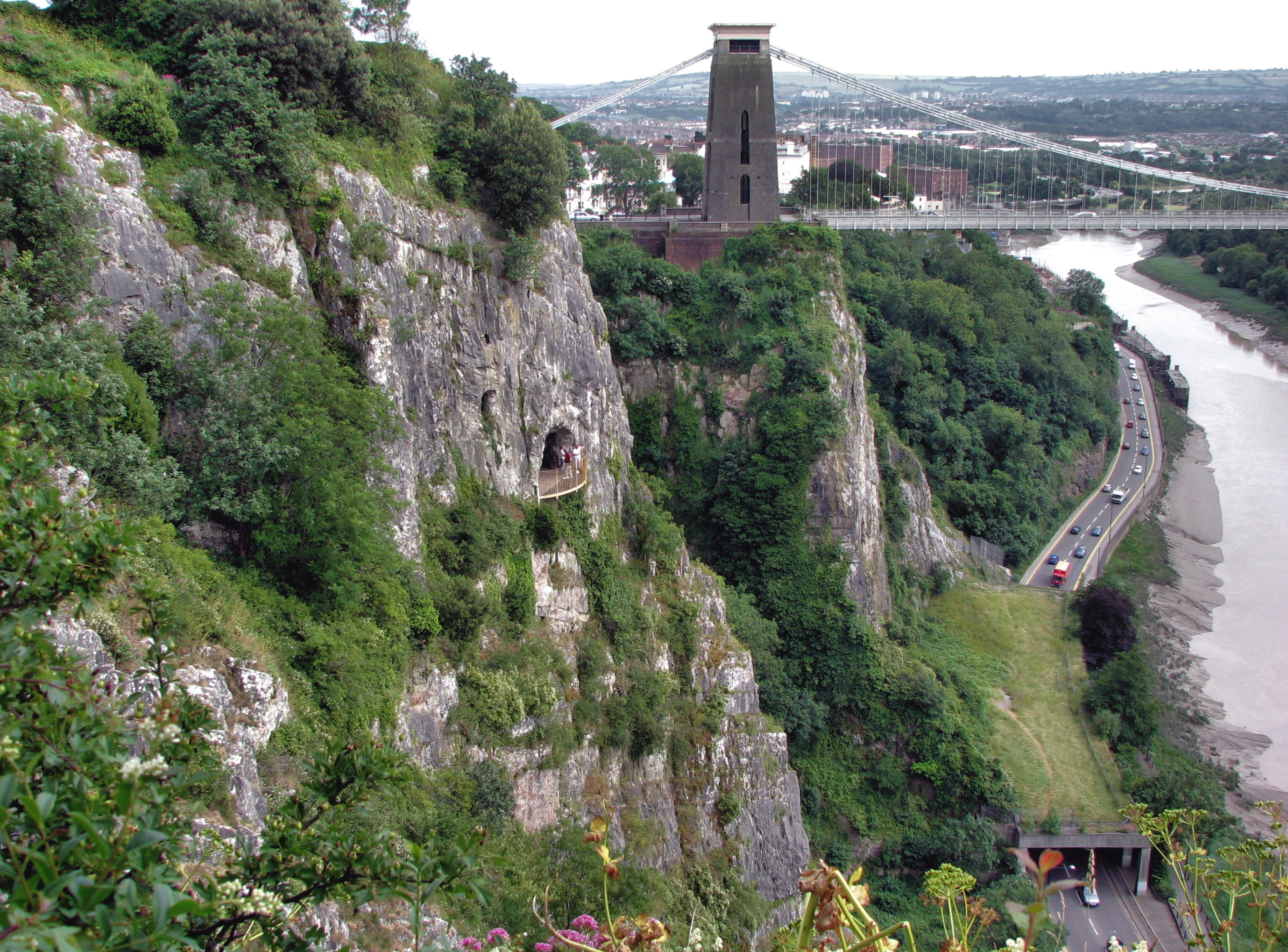